# Black Swan Records (1921)
Black Swan Records war ein 1921 in Harlem gegründetes Independent-Label, dessen Katalog überwiegend aus Blues, R&B und Jazz bestand.

## Allgemeines
Das Label wurde nach der Opernsängerin Elizabeth Taylor Greenfield benannt, die unter dem Kosenamen „Black Swan“ bekannt war. Gründer des Labels war der Bankkaufmann, Versicherungsagent und Liedtexter Harry Herbert Pace (* 6. Januar 1884, † 26. Juli 1943), der als Professor für Latein und Griechisch begann. Zunächst domizilierte die Plattenfirma im Keller von Pace in der 257 West 138th Street in Harlem, später zog es zur 2289, 7th Avenue in Harlem.

## Geschichte
Pace gründete in Harlem im Januar 1921 von geliehenen 30.000 US-Dollar die Musikproduktion und ein Tonstudio unter dem Namen „Pace Phonographic Corporation“, die von schwarzen Eigentümern und Angestellten für schwarze Musikliebhaber geführt werden sollte und Race Music produzierte. Pace gewann Fletcher Henderson als Musikproduzent (englisch recording director), der auf allen Black Swan-Aufnahmen als Pianist zu hören ist, und William Grant Still als Arrangeur.
Die erste Tonaufnahme fand bereits am 15. Februar 1921 mit Lucille Hegamin & Her Blue Flame Syncopators statt, sie wurde allerdings erst mit der Katalog-Nr. 2032 veröffentlicht. Die erste Single erschien im Februar 1921 mit der Bluessängerin Revella Hughes (At Dawning/Thank God for a Garden; Katalog-Nr. 2001). C. Carroll Clark nahm am 5. Mai 1921 gleich fünf Stücke auf, von denen vier für die Singles mit der Katalog-Nr. 2002 und 2024 verwendet wurden. Erst Ethel Waters konnte sich mit dem Musiktitel Down Home Blues (# 2010) in der Hitparade platzieren. Die Platte erschien im September 1921 in der Hitparade, wo sie einen fünften Platz erreichte und zum erfolgreichsten Musiktitel des Labels wurde.
Henderson formierte eine Hausband, die er „Black Swan Troubadours“ nannte. Zu ihnen gehörten Joe Smith (Kornett), George Brashear (Posaune), Edgar Campbell (Klarinette), Cordy Williams, Charlie Dixon (Banjo) sowie „Chink“ Johnson (Posaune/Tuba).
Die im Januar 1922 veröffentlichte Bilanz zeigte für das Geschäftsjahr 1921 einen Umsatzerlös von 104.628 US$. Im April 1922 erwarb Pace ein Plattenpresswerk, wodurch er täglich bis zu 6.000 Platten herstellen konnte. Zu jener Zeit wurde der Katalog auf die 10000 und 14000-Serie erweitert.
Zunehmende Konkurrenz durch die Major-Labels erschwerte Black Swan Records das Geschäft, zudem verließen Fletcher Henderson und Ethel Walters im Juli 1922 das Label. Danach konnte Pace das Label finanziell nicht stabilisieren und änderte im März 1923 den Firmennamen in „Black Swan Phonograph Co.“. Das gute Airplay seiner Platten ließ stark nach, was sich sehr negativ auf den Plattenumsatz auswirkte. Im Dezember 1923 musste Black Swan Konkurs anmelden. Der Katalog wurde im Mai 1924 von Paramount Records erworben.
Die 1987 gegründete Stiftung des George Buck erwarb den Paramount-Katalog und vermarktete ihn ab 1995 unter anderem auf dem Jazzology-Label.

## Katalog

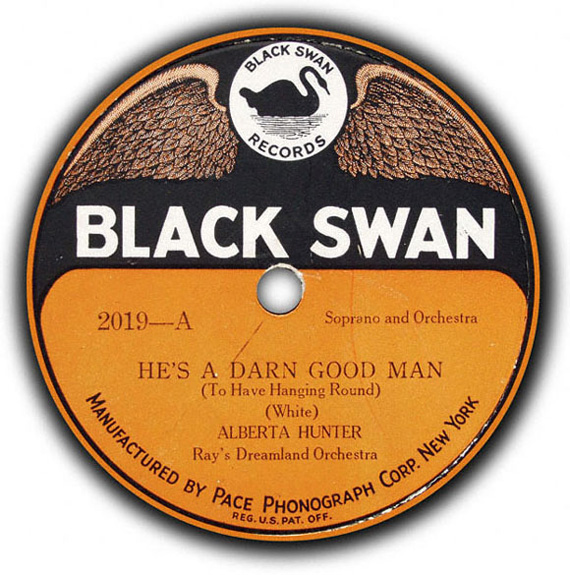
Alberta Hunter – He's a darn good Man (1921)

Der erste Katalog umfasste insbesondere folgende Musiktitel (nur die diskografisch relevantesten):
| Katalog-Nr. | Interpret                                                | Musiktitel                                          | Veröffentlichung |
| ----------- | -------------------------------------------------------- | --------------------------------------------------- | ---------------- |
| 2001        | Revella Hughes                                           | At Dawning/Thank God for a Garden                   | Februar 1921     |
| 2002        | C. Carroll Clark                                         | For All Eternity/Dear Little Boy Of Mine            | Mai 1921         |
| 2003        | Katie Crippen                                            | Blind Man Blues/Sing ’Em For Mamma, Play ’Em For Me | 15. April 1921   |
| 2004        | Juan Harrison Black Swan Dance Orchestra                 | My Mammy/Bright Eyes                                | Dezember 1921    |
| 2010        | Ethel Waters accompanied by Cordy Williams’ Jazz Masters | Down Home Blues/Oh Daddy                            | September 1921   |
| 2019        | Alberta Hunter                                           | He's A Darn Good Man/Some Day Sweetheart            | Mai 1921         |
| 2021        | Ethel Waters’ Jazz Masters                               | There'll Be Some Changes Made/One Man Nan           | Dezember 1921    |
| 2032        | Lucille Hegamin & Her Blue Flame Syncopators             | Arkansas Blues/Jazz me the Blues                    | Oktober 1921     |
| 2064        | Baltimore Blues Orchestra                                | Saturday/Dapper Dan                                 | Dezember 1921    |
| 2120        | Manhattan Harmony Four                                   | Lift Every Voice and Sing/Steel Away                | April 1923       |
| 2134        | George Leon Johnson                                      | The Voice in the Wilderness/Over the Top with Jesus | Mai 1923         |

Katie Crippen nahm für das Label am 15. April 1921 auf. Revella Hughes und C. Carroll Clark waren klassisch ausgebildete Sopran- bzw. Bariton-Stimmen. Von Ethel Waters Platten (#2021 aufgenommen am 15. August 1921) wurden rund 500.000 Exemplare innerhalb von sechs Monaten verkauft, sie begann am 23. November 1921 eine Tournee durch 53 Städte mit den Black Swan Troubadours, die bis Juli 1922 dauerte. Lucille Hegamins „Jazz me the Blues“ wurde später zum Jazz-Standard. Pace traf eine Fehlentscheidung, als er Bessie Smith, die spätere „Königin des Blues“, nicht aufnahm. Der erste Katalog endete mit #2134, die im Mai 1923 auf den Markt kam.
Im Januar 1922 wurde der Katalog mit #7100 fortgesetzt, beispielsweise mit Antoinette Garnes (Rigoletto/Caro Nome; #7101), Florence Cole-Talberts (The Last Rose of Summer/Il Bacchio; #7104) oder Hattie King Reavis mit There Is A Green Hill Far Away/I'm So Glad Trouble Don't Last Always (#7106, Mai 1922).
Danach begann die Katalog-Serie 10000, unter anderem mit Ethel Waters Jazz Masters und Spread Yo' Stuff/Snuggle (Close To My Heart) (#10070, September 1922).